# Манакінчик
Манакінчик (Machaeropterus) — рід горобцеподібних птахів родини манакінових (Pipridae). Включає 5 видів. Представники роду поширені в Південній Америці.

## Опис
Дрібні птахи, завдовжки 9-9,5 см. Самці мають смугастий малюнок на череві (ознака, що відсутня в інших родів манакінів.

## Види
- Манакінчик червоноголовий (Machaeropterus deliciosus)
- Манакінчик вогнеголовий (Machaeropterus regulus)
- Манакінчик західний (Machaeropterus striolatus)
- Манакінчик смугастогрудий (Machaeropterus eckelberryi)
- Манакінчик пломенистий (Machaeropterus pyrocephalus)